# Kariera Duddy Kravitza
Kariera Duddy Kravitza (ang. The Apprenticeship of Duddy Kravitz) – kanadyjski komediodramat z 1974 roku w reżyserii Teda Kotcheffa.
Obraz startował w sekcji konkursowej na 24. MFF w Berlinie, gdzie zdobył nagrodę główną Złotego Niedźwiedzia. Otrzymał też nominację do Oscara za najlepszy scenariusz adaptowany i do Złotego Globu za najlepszy film zagraniczny.

## Fabuła
Tytułowy Duddy Kravitz to pochodzący z ubogiej rodziny młody i ambitny Żyd, wchodzący w dorosłe życie w Montrealu. Marzeniem chłopaka jest zrobienie szybkiej kariery i zakup ziemi nad jeziorem w Górach Laurentyńskich. Duddy nie cofnie się przed niczym, by osiągnąć zamierzony cel.

## Obsada
- Richard Dreyfuss – David "Duddy" Kravitz
- Micheline Lanctôt – Yvette
- Jack Warden – Max Kravitz
- Randy Quaid – Virgil
- Joseph Wiseman – wujek Benjy Kravitz
- Alan Rosenthal – Lenny
- Alan Migicovsky – kelner Irwin
- Denholm Elliott – duchowny
- Henry Ramer – Dingleman
- Joe Silver – Farber
- Zvee Scooler – dziadek Zaide[3]

## Produkcja
Zdjęcia kręcono w Montrealu.